# Diboruro di afnio
Il diboruro di afnio appartiene alla classe delle ceramiche ultra refrattarie, ed è un tipo di ceramica composta da afnio e boro con formula chimica HfB2. È una ceramica insolita, avente conducibilità termica ed elettrica relativamente elevate, proprietà che condivide con il diboruro di titanio (TiB2) isostrutturale e il diboruro di zirconio (ZrB2). È un materiale grigio, dall'aspetto metallico. Il diboruro di afnio ha una struttura cristallina esagonale, una massa molare di 200,11 grammi per mole e una densità di ~10,5 g/cm3; appartiene al gruppo spaziale P6/mmm (gruppo n°191) e possiede simbolo di Pearson hP3.
Il diboruro di afnio è spesso combinato con carbonio, boro, silicio, carburo di silicio e/o nichel per migliorare il consolidamento della polvere di diboruro di afnio (processo di sinterizzazione). È comunemente formato in un solido mediante un processo chiamato pressatura a caldo, in cui le polveri vengono pressate insieme usando sia il calore che la pressione.
Il materiale è usato in veicoli di rientro iperveloci come scudi termici per missili balistici intercontinentali (ICBM) grazie alla sua resistenza e proprietà termiche. A differenza del polimero e del materiale composito, il diboruro di afnio può essere formato in forme aerodinamiche che non si ablano durante il rientro.
Il diboruro di afnio è anche studiato come possibile nuovo materiale per le barre di controllo dei reattori nucleari. Viene anche studiato come barriera alla diffusione di microchip. Se sintetizzata correttamente, la barriera può avere uno spessore inferiore a 7 nm.
I nanocristalli di diboruro di afnio con morfologia a rosa sono stati ottenuti combinando biossido di afnio (HfO2) e boroidruro di sodio (NaBH4) a 700-900 °C sotto flusso di argon:
{\displaystyle {\ce {HfO2\ +\ 3NaBH4->HfB2\ +\ 2Na_{(g,l)}\ +\ NaBO2\ +\ 6H2_{(g)}}}}